# Nicolas Ier d'Alexandrie

Nicolas Ier d'Alexandrie est un  patriarche melkite d'Alexandrie  d'avant février 1210 à 1243,.

## Contexte
Malgré le schisme d'Orient entre Rome et Constantinople la patriarche Nicolas Ier est toujours en relation avec le Pape Innocent III, qui lui envoie un message  en février 1210 pour le féliciter de sa fidélité à son siège  et l'invite à participer au Quatrième concile du Latran en 1215,. Nicolas a délégué un parent et son diacre pour y participer à sa place. À la suite du siège de Damiette par les croisés, les chrétiens locaux subissent des représailles de la part des musulmans. Nicolas  écrit au pape Honorius III pour l'informer du harcèlement subi par les chrétiens égyptiens  mais attend en vain son aide. Il est meurt dans la misère.